# 成田離婚 (テレビドラマ)
『成田離婚』（なりたりこん）は、1997年10月15日から12月17日まで毎週水曜日21:00 - 21:54に、フジテレビ系の「水曜劇場」枠で放送された日本のテレビドラマ。主演は草彅剛と瀬戸朝香。全10話。平均視聴率は18.6%。

## ストーリー
クリスマスの夜、田中夕子は失恋。その後、同じ会社の星野一朗と出会い恋におちた。2人は挙式を済ませ、新婚旅行へ出発した。夕子は旅行中の一朗の態度に我慢し続けた。しかし、ついに帰国後の新東京国際空港（現在の成田国際空港）で不満が爆発。口論の末、2人は離婚を決意する。

## キャスト
- 星野一朗 - 草彅剛
- 田中夕子 - 瀬戸朝香
- 結城玲子 - 深津絵里
- 北村卓哉 - 阿部寛
- 元木洋平 - 沢村一樹
- 伊藤毅 - 近藤芳正
- 村田大吾 - 酒井敏也
- 佐藤美里 - 伊藤裕子
- 平尾龍之介 - 河村隆一
- 小山田春夫 - 宇梶剛士
- 田中洋子 - 高林由紀子
- 星野美和 - 立石涼子
- 田中雄三 - 竜雷太
- 大西和博 - 森本レオ

## スタッフ
- 脚本 - 吉田紀子
- 演出 - 鈴木雅之、田島大輔、高丸雅隆
- 音楽 - 島健、長谷川智樹、吉俣良、崎谷健次郎
- 主題歌 - 松任谷由実「Sunny day Holiday」
- 挿入曲 - デビッド・ポメランツ「The Old Songs」
- 広報 - 名須川京子
- 演出補 - 小池哲夫
- プロデュース補 - 柴田圭子
- プロデュース - 杉尾敦弘
- 美術 - 片岡浩美
- 協力 - バスク、砧スタジオ、ブルーパック
- 制作著作 - フジテレビ

## 放送日程
| 第1話                                                      | 1997年10月15日 | これから結婚するあなたへ | 21.5% |
| 第2話                                                      | 1997年10月22日 | 君が見せた初めての涙     | 18.6% |
| 第3話                                                      | 1997年10月29日 | 夫の浮気と最後のディナー | 18.6% |
| 第4話                                                      | 1997年11月5日  | 離婚成立                 | 19.2% |
| 第5話                                                      | 1997年11月12日 | 新しい恋                 | 17.6% |
| 第6話                                                      | 1997年11月19日 | 別々の道                 | 16.5% |
| 第7話                                                      | 1997年11月26日 | 君のためにできること     | 19.9% |
| 第8話                                                      | 1997年12月3日  | 素直になれなくて         | 19.3% |
| 第9話                                                      | 1997年12月10日 | 最後の夜…言い出せなくて  | 16.0% |
| 最終話                                                     | 1997年12月17日 | これから結婚するあなたへ | 19.1% |
| 平均視聴率 18.6%（視聴率は関東地区・ビデオリサーチ社調べ） |                |                          |       |

## 関連商品
- 「成田離婚」オリジナル・サウンドトラック（ポニーキャニオン[2] PCCH-00071、1997年12月3日発売）